# ФРГ на Олимпийских играх
Федеративная Республика Германии, часто называемая Западная Германия, дебютировала на Олимпийских играх в 1956 году на зимней Олимпиаде в Кортина д'Ампеццо, вместе с командой ГДР, как Объединённая команда Германии. Начиная с зимней Олимпиады 1968 года в Гренобле, и заканчивая летней Олимпиадой в Сеуле в 1988 году, ФРГ выступала на Олимпийских играх отдельной командой. В 1989 году после падения берлинской стены и объединения Германии в единое государство, спортсмены ФРГ вновь стали принимать участие в Олимпийских играх в составе единой германской команды.
ФРГ однажды сама была хозяйкой летних Олимпийских игр. В 1972 году Олимпиада прошла в Мюнхене.
За время выступления на Олимпийских играх ФРГ завоевала 204 олимпийские медали на летних Олимпийских играх и 39 медалей на зимних Олимпийских играх. Больше всего медалей было завоёвано в соревнованиях по лёгкой атлетике, конному спорту и плаванию.

## Медальный зачёт

### Медали на летних Олимпийских играх
| Игры                    | Золото                                    | Серебро                                   | Бронза                                    | Всего                                     |
| ----------------------- | ----------------------------------------- | ----------------------------------------- | ----------------------------------------- | ----------------------------------------- |
| 1956 Мельбурн/Стокгольм | Как часть Объединённой германской команды | Как часть Объединённой германской команды | Как часть Объединённой германской команды | Как часть Объединённой германской команды |
| 1960 Рим                | Как часть Объединённой германской команды | Как часть Объединённой германской команды | Как часть Объединённой германской команды | Как часть Объединённой германской команды |
| 1964 Токио              | Как часть Объединённой германской команды | Как часть Объединённой германской команды | Как часть Объединённой германской команды | Как часть Объединённой германской команды |
| 1968 Мехико             | 5                                         | 11                                        | 10                                        | 26                                        |
| 1972 Мюнхен             | 13                                        | 11                                        | 16                                        | 40                                        |
| 1976 Монреаль           | 10                                        | 12                                        | 17                                        | 39                                        |
| 1980 Москва             | Не участвовала                            | Не участвовала                            | Не участвовала                            | Не участвовала                            |
| 1984 Лос-Анджелес       | 17                                        | 19                                        | 23                                        | 59                                        |
| 1988 Сеул               | 11                                        | 14                                        | 15                                        | 40                                        |
| Всего                   | 56                                        | 67                                        | 81                                        | 204                                       |

### Медали на зимних Олимпийских играх
| Игры                   | Золото                                    | Серебро                                   | Бронза                                    | Всего                                     |
| ---------------------- | ----------------------------------------- | ----------------------------------------- | ----------------------------------------- | ----------------------------------------- |
| 1956 Кортина д'Ампеццо | Как часть Объединённой германской команды | Как часть Объединённой германской команды | Как часть Объединённой германской команды | Как часть Объединённой германской команды |
| 1960 Скво-Вэлли        | Как часть Объединённой германской команды | Как часть Объединённой германской команды | Как часть Объединённой германской команды | Как часть Объединённой германской команды |
| 1964 Инсбрук           | Как часть Объединённой германской команды | Как часть Объединённой германской команды | Как часть Объединённой германской команды | Как часть Объединённой германской команды |
| 1968 Гренобль          | 2                                         | 2                                         | 3                                         | 7                                         |
| 1972 Саппоро           | 3                                         | 1                                         | 1                                         | 5                                         |
| 1976 Инсбрук           | 2                                         | 5                                         | 3                                         | 10                                        |
| 1980 Лейк-Плэсид       | 0                                         | 2                                         | 3                                         | 5                                         |
| 1984 Сараево           | 2                                         | 1                                         | 1                                         | 4                                         |
| 1988 Калгари           | 2                                         | 4                                         | 2                                         | 8                                         |
| Всего                  | 11                                        | 15                                        | 13                                        | 39                                        |

### Медали по летним видам спорта
| Вид спорта                  | Золото | Серебро | Бронза | Всего |
| --------------------------- | ------ | ------- | ------ | ----- |
| Лёгкая атлетика             | 12     | 14      | 17     | 43    |
| Конный спорт                | 11     | 5       | 9      | 25    |
| Фехтование                  | 7      | 8       | 1      | 16    |
| Велоспорт                   | 4      | 5       | 5      | 14    |
| Академическая гребля        | 4      | 4       | 6      | 14    |
| Стрельба                    | 4      | 4       | 3      | 11    |
| Плавание                    | 3      | 5       | 14     | 22    |
| Гребля на байдарках и каноэ | 2      | 6       | 3      | 11    |
| Парусный спорт              | 2      | 2       | 3      | 7     |
| Тяжёлая атлетика            | 2      | 2       | 3      | 7     |
| Борьба                      | 1      | 4       | 4      | 9     |
| Дзюдо                       | 1      | 4       | 3      | 8     |
| Хоккей на траве             | 1      | 3       | 0      | 4     |
| Бокс                        | 1      | 0       | 5      | 6     |
| Теннис                      | 1      | 0       | 1      | 2     |
| Гандбол                     | 0      | 1       | 0      | 1     |
| Гимнастика                  | 0      | 0       | 2      | 2     |
| Футбол                      | 0      | 0       | 1      | 1     |
| Водное поло                 | 0      | 0       | 1      | 1     |
| Всего                       | 56     | 67      | 81     | 204   |

### Медали по зимним видам спорта
| Вид спорта         | Золото | Серебро | Бронза | Всего |
| ------------------ | ------ | ------- | ------ | ----- |
| Горнолыжный спорт  | 3      | 5       | 1      | 9     |
| Конькобежный спорт | 3      | 0       | 0      | 3     |
| Лыжное двоеборье   | 2      | 1       | 0      | 3     |
| Санный спорт       | 1      | 4       | 5      | 10    |
| Бобслей            | 1      | 3       | 2      | 6     |
| Биатлон            | 1      | 2       | 2      | 5     |
| Фигурное катание   | 0      | 0       | 2      | 2     |
| Хоккей             | 0      | 0       | 1      | 1     |
| Всего              | 11     | 15      | 13     | 39    |